# Église Notre-Dame de Vlezenbeek
L'église Notre-Dame (Onze-Lieve-Vrouwkerk en néerlandais) est une église partiellement gothique située à Vlezenbeek, section de la commune belge de Leeuw-Saint-Pierre, dans la province du Brabant flamand.

## Historique
L'église est classée comme monument historique depuis le 13 septembre 1976  et figure à l'inventaire du patrimoine immobilier de la Région flamande sous la référence 90895.

## Architecture

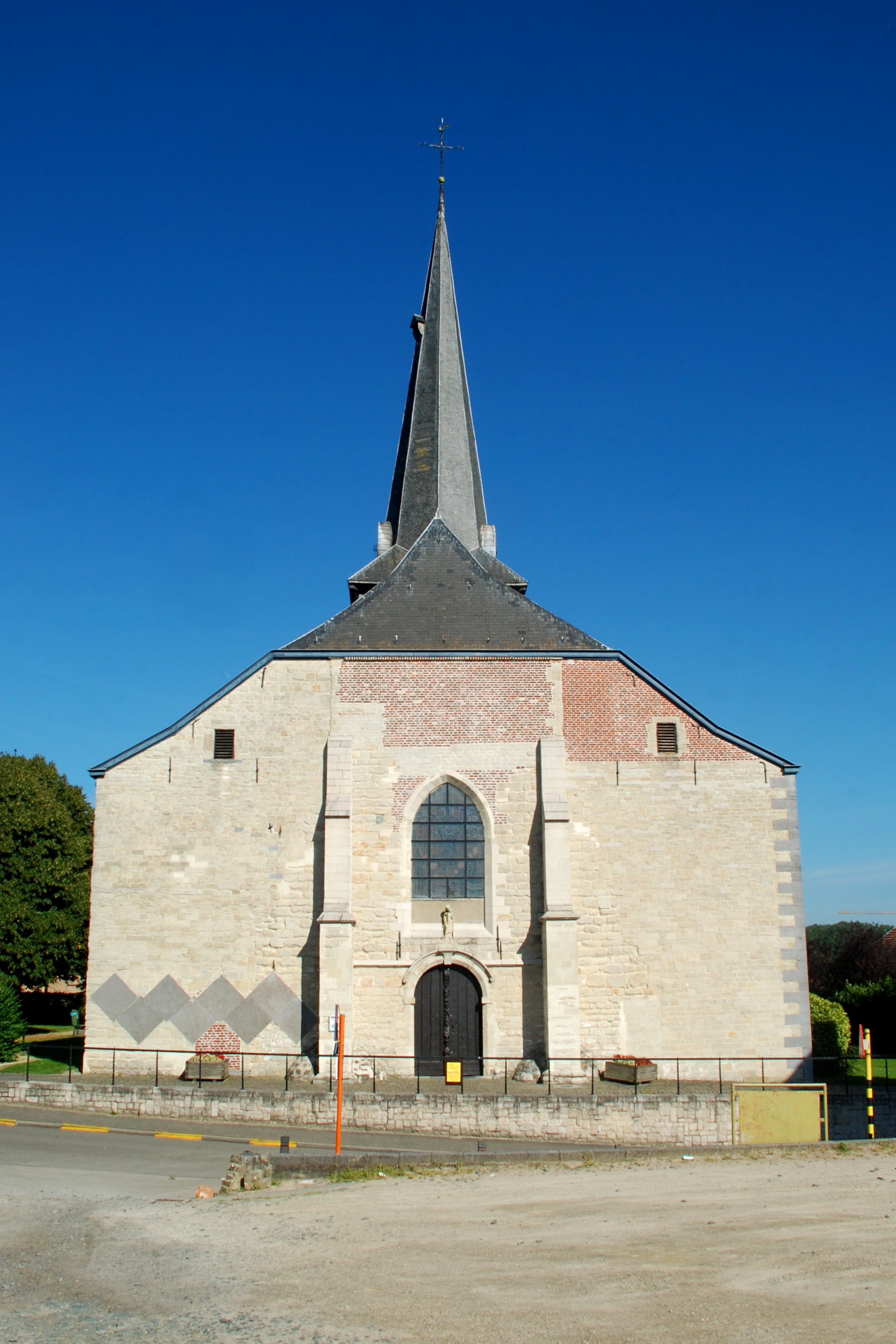
La façade.